# Černá Hora (opera)
Černá Hora (ve francouzském originále La Montagne-Noire) je opera (drame lyrique) o čtyřech dějstvích francouzské skladatelky Augusty Holmèsové na vlastní libreto na námět z boje černohorských kmenů proti Osmanské říši v 17. století. Premiéru opery uvedla 8. února 1895 Pařížská opera (Théâtre national de l'opéra) v budově Opéra Garnier.

## Vznik
Augusta Mary Anne Holmèsová se od poloviny 70. let 19. století, kdy zahájila studium u Césara Francka, začala soustavně věnovat velkým orchestrálním formám – symfoniím a symfonickým básním. Vzhledem k tomu, že ženám byla v kompozici – když už vůbec – vyhrazena povětšinou tvorba komorní a písňová, byla Holmèsová mezi tehdejšími pařížskými a vůbec evropskými umělci výjimečným zjevem, a tento obraz si také vědomě pěstovala. Po Andante pastorale z roku 1877 uspěla s ambiciózními skladbami Lutèce (1878), Les Argonautes (1881), Irlande (1882), Pologne (1883), Ludus pro Patria (1888), Ode triumphale (1889), Hymne à la paix (1890), Au pays bleu (1892) a dalšími. Právě v těchto skladbách si vydobyla pověst velké příznivkyně Richarda Wagnera, což jí u značné části francouzských hudebních kritiků škodilo. I u nich musela často překonávat překážky a její snahy hudebně-dramatické narážely na ještě větší potíže. Roku 1877 dokončila operu Héro et Léandre, avšak divadlo Théâtre-National-Lyrique, pro které ji napsala, prodělalo úpadek dříve, než ji mohlo uvést.

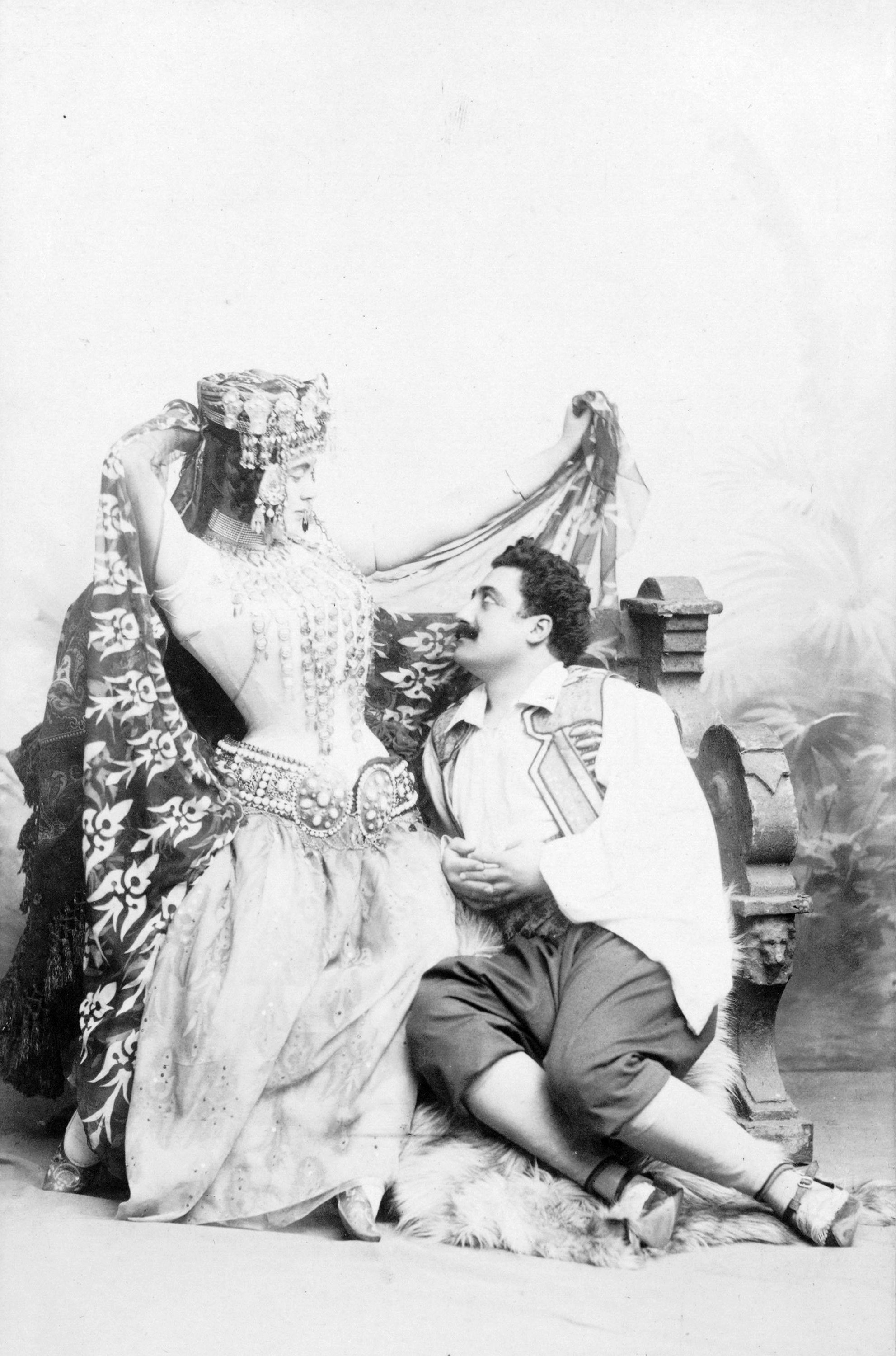
Maurice Renaud a Lucienne Brévalová v Černé Hoře

Mnohem závažnějším projektem a vůbec nejrozsáhlejším dílem její kariéry byla čtyřaktová opera Černá Hora, kterou Holmèsová začala psát počátkem 80. let. Podle svého vzoru Richarda Wagnera si libreto psala sama (v noci slova a ve dne hudbu, jak prozradila tisku) – což bylo mezi francouzskými skladateli zcela ojedinělé. Podle vlastního vyjádření měla libreto hotovo roku 1881 a hudbu roku 1883; dokončení orchestrace lze datovat rokem 1885. Avšak s jejím prosazováním neměla dlouho štěstí. Vedení pařížské Opéra-Comique vedení odmítlo s tím, že je to dílo příliš rozsálhé a inscenačně náročné. Černou Horu následně přijalo Théâtre de la Monnaie v Bruselu, ale odřeklo ji po změně vedení. Holmèsová nabízela Černou Horu především pařížské Opeře, ale její ředitel Pedro (Pierre) Gailhard ji odmítal. 7. října 1891 předehrála Holmèsová celou operu Eugènu Bertrandovi (který nahradil Gailharda od 1. ledna 1892) a dirigentovi Édouardu Colonnovi v koncertní síni salle Pleyel. Podle Holmèsové byla předehrávka přijata velmi příznivě a v následujícím roce byla s Bertrandem podepsána smlouva. Již roku 1893 byl k Bertrandovi, který dostal divadlo do finančních potíží, jmenován znovu Gailhard jako spoluředitel, ale ten už uzavřenou smlouvu schválil – podle Holmèsové „s nadšením“ – a dodržel. Vzhledem k tomu, že v 90. letech již patřily Wagnerovy opery k nejhranějším v pařížské Opeře a úspěch měly i některé opery jeho francouzských obdivovatelm, přes protesty části kritiky, hrál pověstný wagnerismus Holmèsové možná tentokrát i v její prospěch.

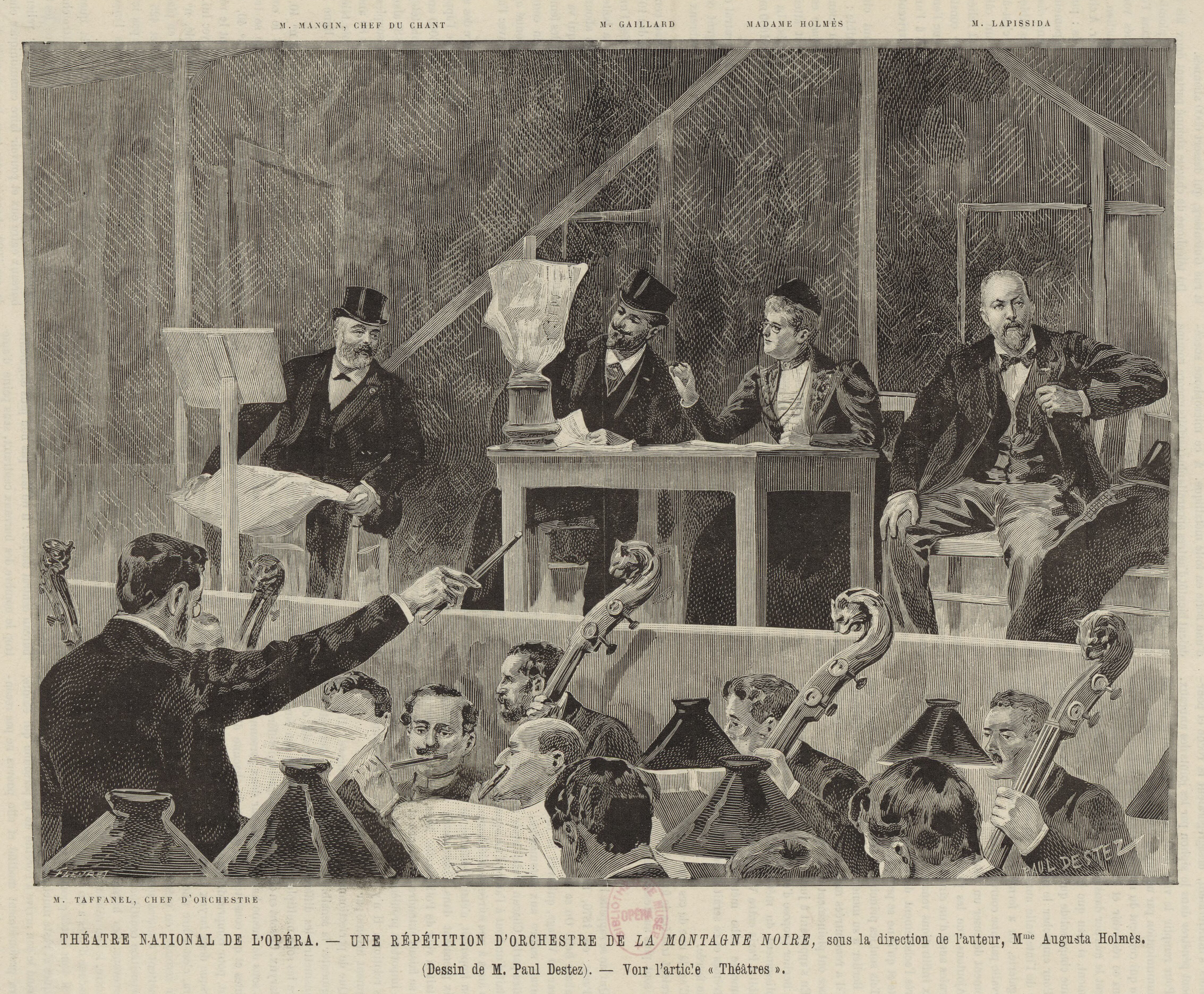
Zkoušky na Černou Horu, nahoře uprostřed Agatha Holmèsová, obraz Paula Desteze

Černá Hora byla uvedena roku 1895 a vedení Opery na ní nešetřilo talentem ani penězi. Byla pořízena nová a pozoruhodná výprava, historicky a etnicky věrné kostýmy, řízení orchestru se ujal vynikající dirigent Paul Taffanel (na zkouškách mu ovšem byla Holmèsová činně nápomocna, což vyvolávalo údiv) a rovněž představitelé hlavních rolí Lucienne Brévalová (významná wagnerovská pěvkyně), Albert Alvarez, Maurice Renaud, Lucy Berthetová a Meyrianne Heglonová patřili ke špičce, stejně jako Béatrice Torriová v taneční roli.
Přes vynaložené úsilí nedosáhla Černá Hora úspěchu. Vinou nebyl nezájem publika – při premiéře, jíž byl přítomen i prezident Félix Faure, byla opera přijata s nadšením a i o reprízách tisk informoval, že „potlesk byl stejně spontánní [jako při premiéře] a ještě všeobecnější a úspěch u obecenstva nebyl nikdy zpochybněn“. Zato hudební kritiky pařížského tisku byly svorně, jen s některými nuancemi, nepříznivé. Černá Hora byla stažena z repertoáru po třinácti poměrně dobře navštívených představeních, což samo o sobě nebylo tak málo.

## Charakteristika
Libreto Černé Hory pracuje s některými prvky běžnými v dobové operní tvorbě. Příběh individuálních postav se odehrává na pozadí etnického a/nebo náboženského konfliktu, který se pro ně stane osudným. Hlavní mužský hrdina Mirko je – jako mnoho jiných operních hrdinů – tížen neřešitelným dilematem mezi láskou na jedné straně a ctí nebo povinností na straně druhé. Yamina je typem exotické „femme fatale“, u níž se přitažlivost snoubí s nebezpečím (jako nejtypičtěji Bizetova Carmen); vůbec opera používá dobově oblíbený exotismus – podle Rebeccy Rockwoodové dvoustupňový, protože primitivní, konzervativní, religiózní a válečnické společenství Černohorců bylo pro moderní francouzské publikum podobně exotické jako orientální svět spojený s Yaminou.

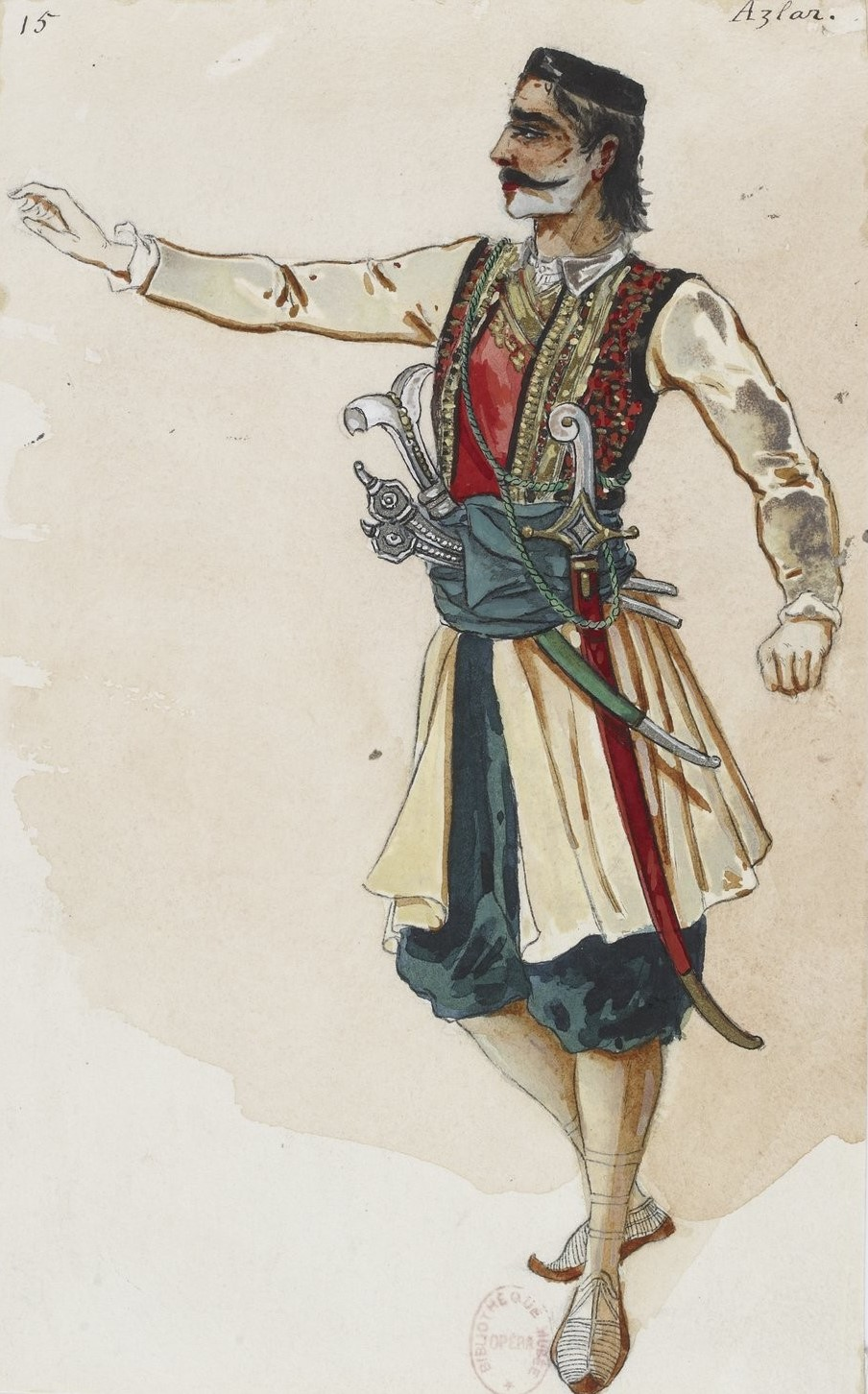
Kostým Charlese Bianchiniho pro postavu Aslara v Černé Hoře

Jiné stránky libreta jsou však originální. Boj malého národa za svobodu nebyl jen libovolným elementem, nýbrž vyjadřoval politické sympatie autorky, která už vyjádřila ve svých symfonických básních Irlande a Pologne. Yamina – ačkoli není zdaleka ryze kladnou postavou – má nepochybně feministické rysy, cílevědomě nasazuje všechny prostředky, aby unikla z otroctví, a svým způsobem poučuje černohorské ženy o emancipaci od mužů. Jedinečný je rovněž motiv „bratrství“ a konkrétně vztah Aslara s Mirkem; tento vztah je ústředním bodem a hybatelem děje mnohem více než vztah Mirka k Yamině, neřkuli k jeho snoubence Heleně, a náboženský obřad vážící Mirka a Aslara podobný svatebnímu, Aslarovo soupeření s Yaminou o Mirkovu „lásku“ a Mirkovo váhání mezi Yaminou a Aslarem vytváří na svou dobu neobvyklý vztahový trojúhelník.
Přestože Holmèsová vyznávala obdiv k Richardu Wagnerovi (a Césaru Franckovi) a tím na sebe přivolávala hněv početné části kritiků, která „wagnerismus“ ve francouzské hudbě potírala, v Černé Hoře mnoho Wagnerova vlivu není. Stejně jako Wagner si k ní napsala sama libreto, ale s historickým, nikoli mytologickým námětem, čímž se řadila do tradice francouzské opery. Opera není komponována v jednotném hudebním proudu, ale rozdělena podle starší tradice na scény a zpěvní (či baletní) čísla; rovněž používání návratných motivů je odlišné od Wagnerovy techniky příznačných motivů. Mnoho prvků patří k ryze francouzské tradici žánrů grand opéra nebo novějšího drame lyrique.
Lze připomenout, že černohorskou tematiku nevnesla Holmèsová do francouzské opery jako první; již roku 1849 měla premiéru opéra comique Les Montenégrins Armanda Limnandera na libreto básníka Gérarda de Nervala. Z české opery mají příbuzný námět Černohorci Karla Bendla na libreto Elišky Krásnohorské z roku 1881.

## Dobové kritické reakce a pozdější hodnocení

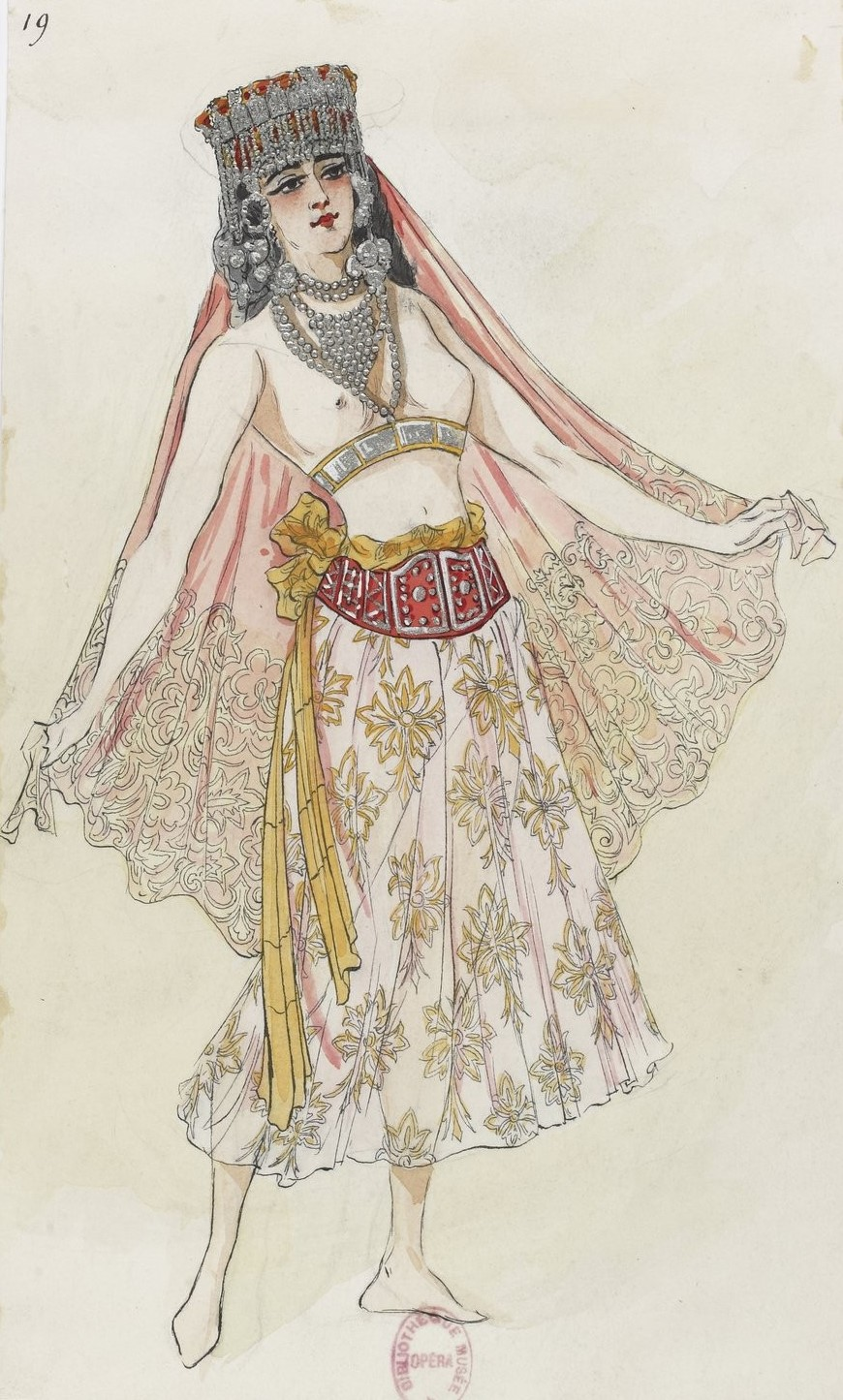
Kostým Charlese Bianchiniho pro postavu turecké tanečnice v Černé Hoře

Celkový odsudek kritiky byl tak jednoznačný, že například Charles Holman-Back, dopisovatel The London Musical Courier hovořil o organizované kabale proti Holmèsové a tvrdil, že jeden z nejvlivnějších kritiků, skladatel Ernest Reyer, dílo obdivoval, ale soukromě řekl, že „upřímně nechceme vidět dveře našich divadel a oper otevřeny ženským autorům“. O kabale hovořila v své knize i Paula Barillon-Boucheová a i moderní historie francouzské opery nepochybuje o existenci „antiwagnerovské a misogynní kabaly“. Ještě horší než samotné kritické recenze byly žerty na účet Holmèsové a Černé Hory, které se vyrojily po premiéře a které zaznamenal tisk: žertovalo se například o tom, že „hora porodila myš“ nebo že „balkánská otázka byla vyřešena roku 1878 a neměla být znovu otevírána“. Augusta Holmèsová, která ve své dílo skálopevně věřila, byla neúspěchem velmi zklamána – její kariéra jím byla „brutálně přerušena“ – neustala však v práci: napsala symfonickou báseň Hymne à Apollon, revidovala symfonickou báseň Andromède a začala pracovat na nové opeře Marie Stuart, kterou však již do své smrti (1903) nedokončila.
Ani soudobí příznivci Augusty Holmèsové se Černé Hory příliš nezastali. Claude Debussy ve své knize Monsieur Croche et autres écrits píše: „Opera Černá Hora neměla úspěch; to nemá žádný význam a nemůže to nechat zapomenout, kolik okouzlující a robustní hudby jí dlužíme. Ethel Smythová obdivovala Holmèsovou jako osobnostní vzor, ale o Černé Hoře komentovala: „Myslela jsem si, že libreto je špatné… plot konvenční, hudba žákovská práce… ale [obsahovala] stránku za stránkou hřejivé, krásné hudby; druhá opera z jejího pery by bývala mohla být mistrovským dílem.“
I pozdější hodnotitelé opery kritizovali opery za to, že byla příliš těžká, obsahovala nepřirozené hlasy pro nástroje a pěvce a hudba byla příliš rytmická a vojenská. Autorka prvního posmrtného životopisu Holmèsové Paula Barillon-Boucheová roku 1912 mínila, že „napsána patnáct let před provedením a zkomponována podle starých formulí obtížených wagnerovskými přísadami, zdála se už tato partitura zastaralá, staromódní, domýšlivá. Navíc tyto čtyři akty tvořily tak těžké představení kvůli své nezajímavosti a jiným nedostatkům.“
Rebecca L. Rockwoodová v práci věnované Argonautům a Černé Hoře nabízí tuto charakteristiku: „Černá Hora je živá, energická opera […] Připomíná symfonie Holmèsové co do motivického rozvoje a vzpírá se normám typické francouzské operní tradice […] Hudba této opery je násilná a rytmická, což se některým kritikům zdálo přílišné, ale moderní posluchač to může shledat vzrušujícím a trochu odlišným od standardu. Tato hudba je také vysoce přiléhavá tomu, o čem pojednává, totiž válce a násilí. Partitura nabízí mnoho krásných okamžiků […] Orchestr často reaguje na pocity postav […] Hudba této opery je obecně proměnlivá a vzrušující a hodně pomáhá ději.“ Při všech těchto sympatiích k Holmèsové však Rockwoodová dochází k závěru, že „hudba Černé Hory ukazuje velký příslib, ale je občas repetitivní a málo rozvinutá“. Konkrétně o hudebním vyjádření Černohorců míní, že „mnoho hudby a sborů pro tuto skupinu lidí je jednotvárné a téměř nudné. Všechny postavy zpívají většinou jednohlasně, rytmické a harmonické vzorce jsou pravidelné. […] Člověk si klade otázku, zda je tato jednoduchost autorským záměrem.“ Stejně jako doboví recenzenti shledává nejzajímavější hudbu spojenou s postavou Yaminy.
První provedení Černé Hory od roku 1895 uvedla roku 2024 (premiéra 13. ledna) opera divadla v Dortmundu (Theater Dortmund).

## Osoby a první obsazení

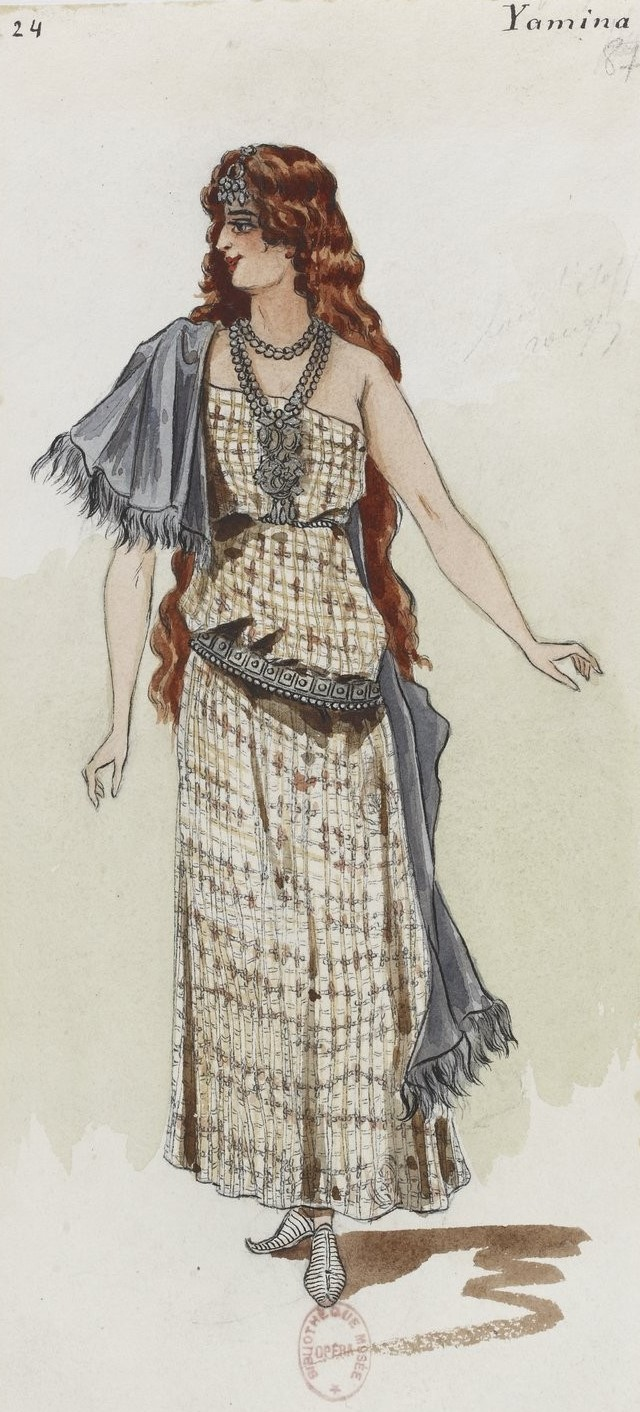
Kostým Charlese Bianchiniho pro postavu Yaminy v Černé Hoře

| osoba | hlasový obor | premiéra (8. února 1895)                                                     |
| --- | ------------ | ---------------------------------------------------------------------------- |
| Yamina | soprán       | Lucienne Bréval (vl. jm. Berthe Schilling)                                   |
| Mirko | tenor        | Albert Alvarez (vl. jm. Albert Raymond Gourron)                              |
| Dara | mezzosoprán  | Meyrianne Heglon                                                             |
| Aslar | baryton      | Maurice Renaud                                                               |
| Héléna | soprán       | Lucy Berthet                                                                 |
| Otec Sava                                                                                                  | bas          | André Gresse                                                                 |
| Náčelníci Černohorců                                                                                       | …            | Douaillier, Gallois, Cancelier, Laurent, Devriés, Pallanti, Idrac, Desnoyers |
| Alima | taneční role | Béatrice (vl. jm. Cléope-Faustine-Sophie) Torri                              |
| Černohorští bojovníci, hráči na guzlu, muži a ženy z lidu, turecké ženy, tanečnice, mladé turecké otrokyně |              |                                                                              |
| Dirigent: Paul Taffanel                                                                                    |              |                                                                              |
| Režie: Alexandre Lapissida                                                                                 |              |                                                                              |
| Choreografie: Joseph Hansen                                                                                |              |                                                                              |
| Scéna: Marcel Jambon                                                                                       |              |                                                                              |
| Kostýmy: Charles Bianchini                                                                                 |              |                                                                              |

## Děj opery
Odehrává se v Černé Hoře roku 1657.

### 1. dějství

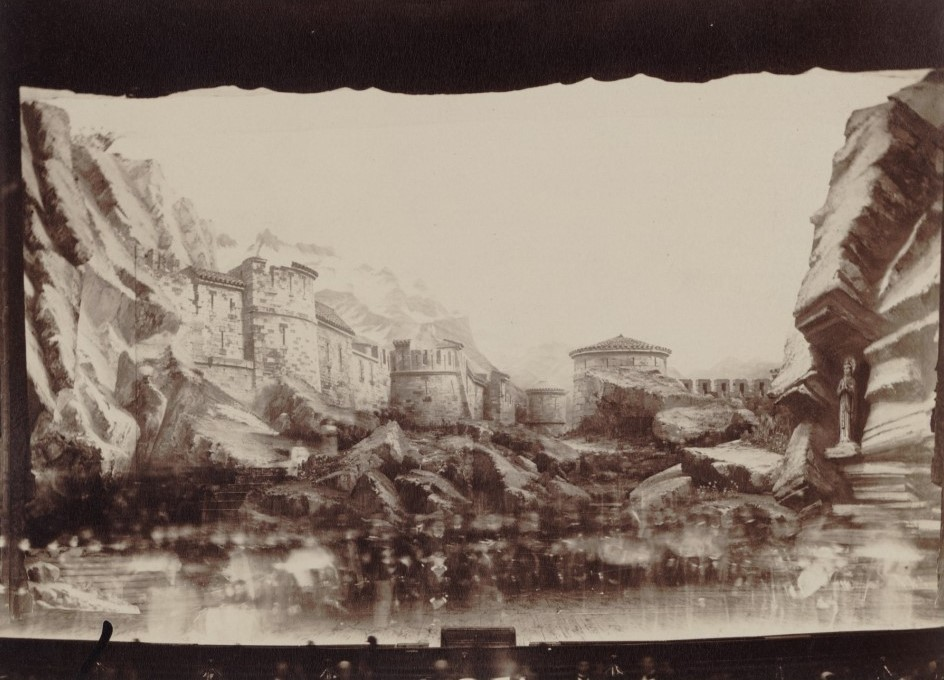
Dekorace Marcela Jambona k 1. dějství Černé Hory

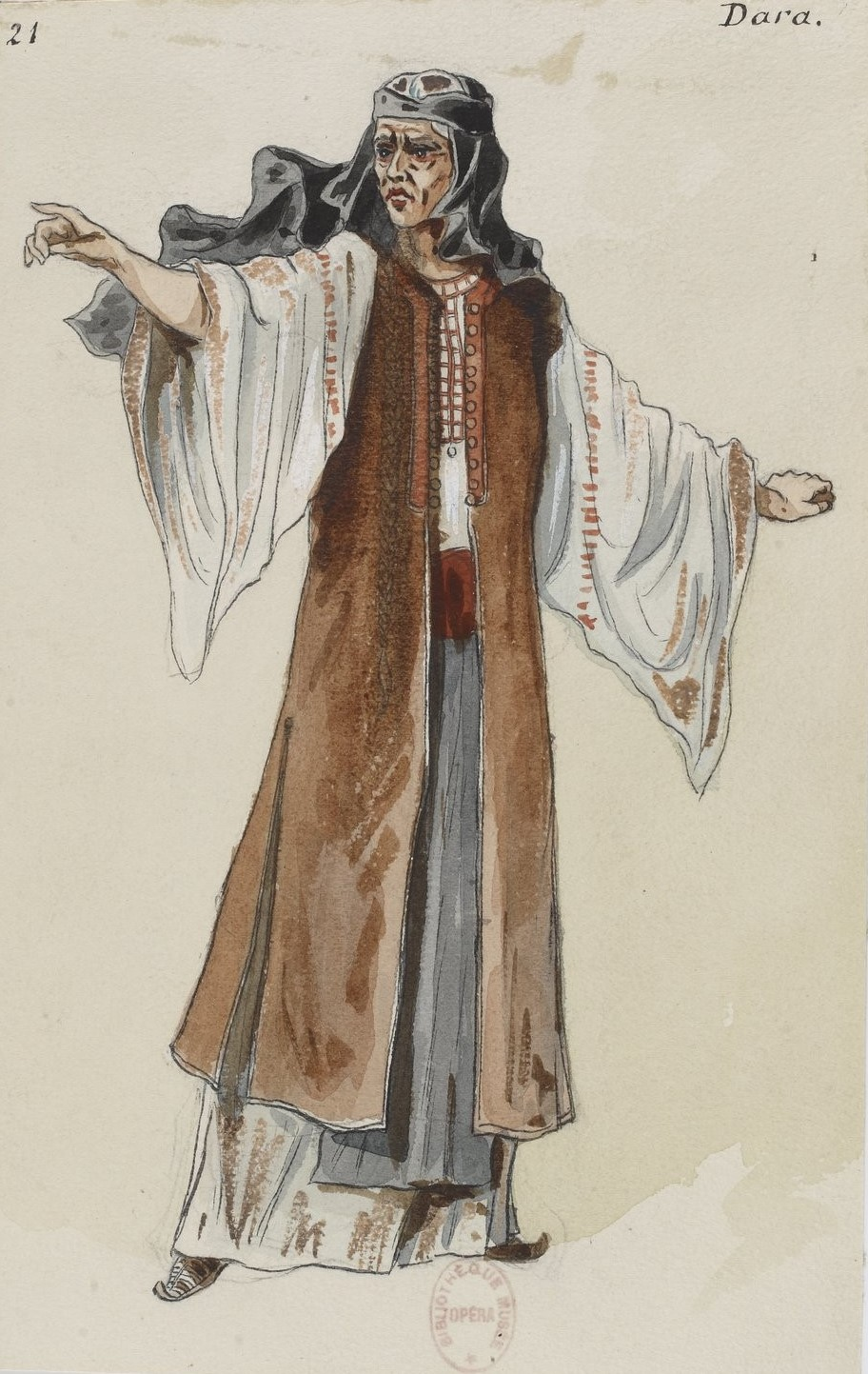
Kostým Charlese Bianchiniho pro postavu Dary v Černé Hoře

(Opevněné zříceniny v černohorských horách) Černohorské ženy – mezi nimi Dara a Héléna – sledují z hor boj mezi jejich muži a tureckým vojskem probíhající v údolí; Černohorci prohrávají (sbor Hélas! la bataille est perdue). Dara vzývá duchy Černé Hory, zbrocené krví tolika padlých za vlast, aby jejich muže posílil (zpěv Ô Montagne, ô mère des forts). Héléna prosí matku Boží o to, aby ochránila jejího snoubence Mirka (árie Le jeune chef au pied léger). Dara zoufající ženy kárá: přinejmenším její syn není stvořen k tomu, aby zemřel na loži, a lépe je být mrtvý než být otrokem (zpěv Femmes au lâche cœur, silence!).
Na poslední chvíli se štěstí obrací a Černohorci vítězí (sbor Victoire!). Zaprášení a zakrvácení vůdci Aslar a Mirko zvěstují vítězství (duet Nous sommes délivrés, sbor Ô gloire!). Aslar a Mirko si vzájemně vychvalují činy (duet Aslar vous a sauvés! – Et Mirko vous délivre!), ale otec Sava připomíná v modlitbě, že díky za vítězství patří jen Bohu (modlitba se sborem Éternel, ô Dieu des armées!). Pak jsou ženy na Dařin pokyn chystat hostinu, ale nejdříve skupina náčelníků žádá Savu, aby vykonal obřad sbratření mezi Aslarem a Mirkem. Sava se rituálními dotazy ujistí, že jsou oba uchazeči čestní muži a řádní křesťané, a pak je před oltářem váže bratrstvím na život a na smrt (duet Aslara a Mirka Je jure devant Dieu de t'aimer comme un frère). Asar a Mirko si vymění handžáry a slavné sliby, lid žehná jejich vratrství (sbor Soleil des âmes, fraternité).
Dva muži přivádějí ženu v harémových šatech – Yaminu. Považují ji za tureckou vyzvědačku a všichni ji chtějí zabít, ale Mirko je zadržuje. Vyptává se Yaminy, kdo je, a ta vypráví, že je od dětství kurtizánou a prošla celým muslimským světem; sem přišla jako milostnice v doprovodu tureckého vojska (árie Parmi les fleurs et les odeurs). Tím nijak nezmění všeobecné mínění, že by měla být dána na smrt, ale Mirko uprosí svou matku a Dara Yaminu ochrání tím, že ji prohlásí za svou otrokyni (árie Fils! Elle est mon esclave!). Poté všichni pijí na oslavu vítězství (sbor Buvons à la Montagne-Noire. Yamina podává Mirkovi pohár a vidí, že si ho jednoduše podmaní; ale totéž pozorují i plačící Héléna a v tichosti zuřící Aslar.

### 2. dějství

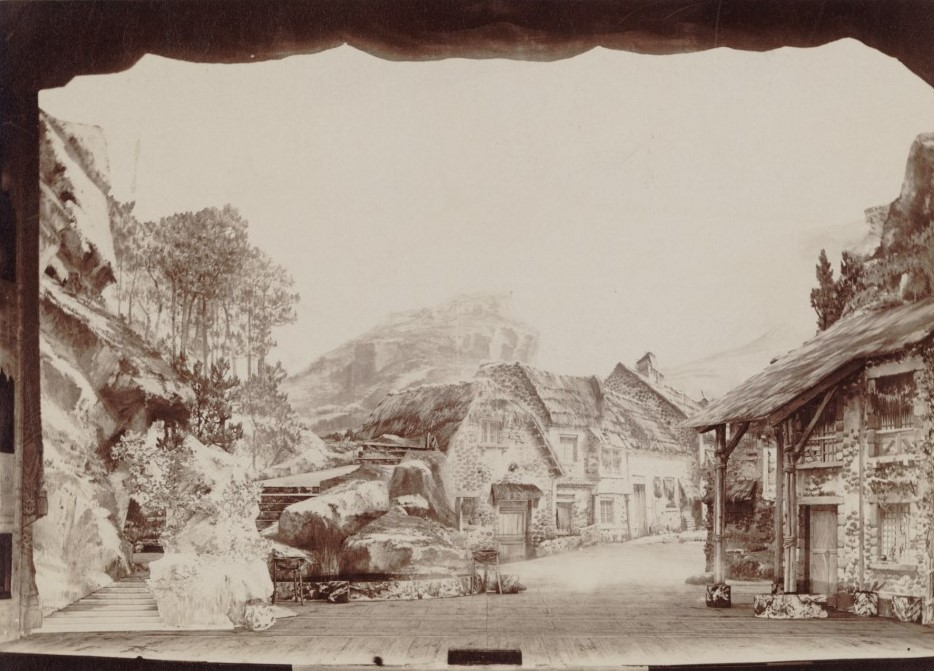
Dekorace Marcela Jambona k 2. dějství Černé Hory

(Horská ves s Mirkovou chalupou) Velitelé hlásí výměnu stráží na vrších (sbor L'appel sonne! entendez!). Mirko je roztržitý; neví , co se to s ním děje ode dne, kdy jim do domu přišla Yamina (árie Qu'ai-je donc? Pourquoi suis-je ainsi?). Nová hlídka vyráží do hor (sbor Le pied hardi, le cœur joyeux), ale Mirko zůstává na místě v ústraní, když vidí přicházet ženy včetně Yaminy. Ženy se dávají do práce (sbor Au travail, mes sœurs, au travail!), ale to se Yamině nelíbí. Vzpomíná na svou vzdálenou vlast a užaslým Černohorkám vypráví o světě, kde jediným údělem ženy není dřít od rána do večera a uctívat muže jako druhého Boha (árie Je songe, hélas, à mon pays perdu! ... Prés des flots d'une mer bleue et lente... Oh! Là-bas, sous le ciel en flammes). Její zpěv je stále svůdnější, když si všimne Mirka, který jí jde omámeně vstříc. Už už ji bere do náruče, když zasáhne Dara; posílá ženy domů a přivádí Hélénu (scéna Rentrez dans vos maisons).
Héléna vyčítá Mirkovi jeho nezájem a připomíná přísahy, které se dali před oltářem (scéna Mirko! – Héléna! – Reste! Écoute! a Hélénina árie Blanche Vierge, qui sous vos voiles). Mirko ji ujišťuje o své věrnosti a lásce a modlí se s ní. Yamina to pozoruje a zlobí se, i když je přesvědčena, že Mirka ovládne (árie Yaminy Ah! ah! je le vois, à genoux a tercet Yaminy, Hélény a Mirka Blanche Vierge – Il chante! il prie!). Když Héléna odejde, Yamina Mirka opět svádí a nakonec ho přesvědčí, aby s ní utekl do Turecka (duet Il vient! Et prise d'une lente ivresse... Ô mon beau maître, écoute... Ô joie ardente, ô volupté). Helena je zahlédne prchat a klesá v zoufalství (scéna Infâmes! Arrêtez!).
Lidé se sbíhají a vítají Aslara, který se vrátil z Cetinje, kde se mu podařilo uzavřít spojenectví s ostatními kmeny a mohou táhnout společně do boje proti Turkům (sbor Hommes et femmes, accourez tous! a Aslarovo vyprávění Pour le combat, ceux de la plaine... Debout, fils de l'Herzégovine). Tu se objeví Héléna a vypráví o Mirkově zradě (árie À l'aide! Ah! Trahison!). Aslar je otřesen, pak se rozpláče; obviní všechny ze lži, věří v Mirkovu nevinu a vydává se ho hledat (árie Il a commis ce crime!).

### 3. dějství

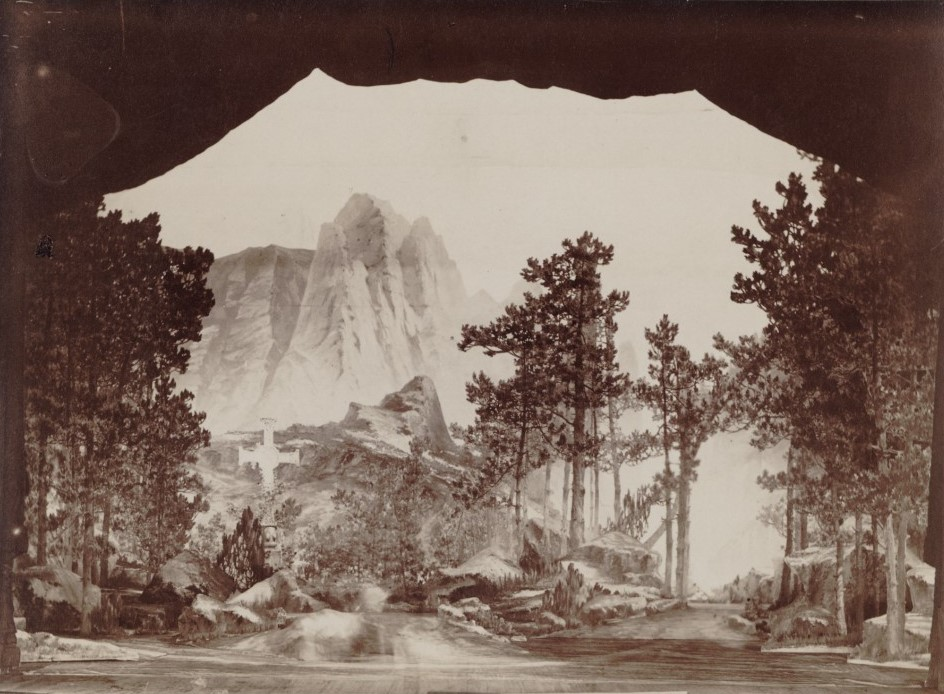
Dekorace Marcela Jambona k 3. dějství Černé Hory

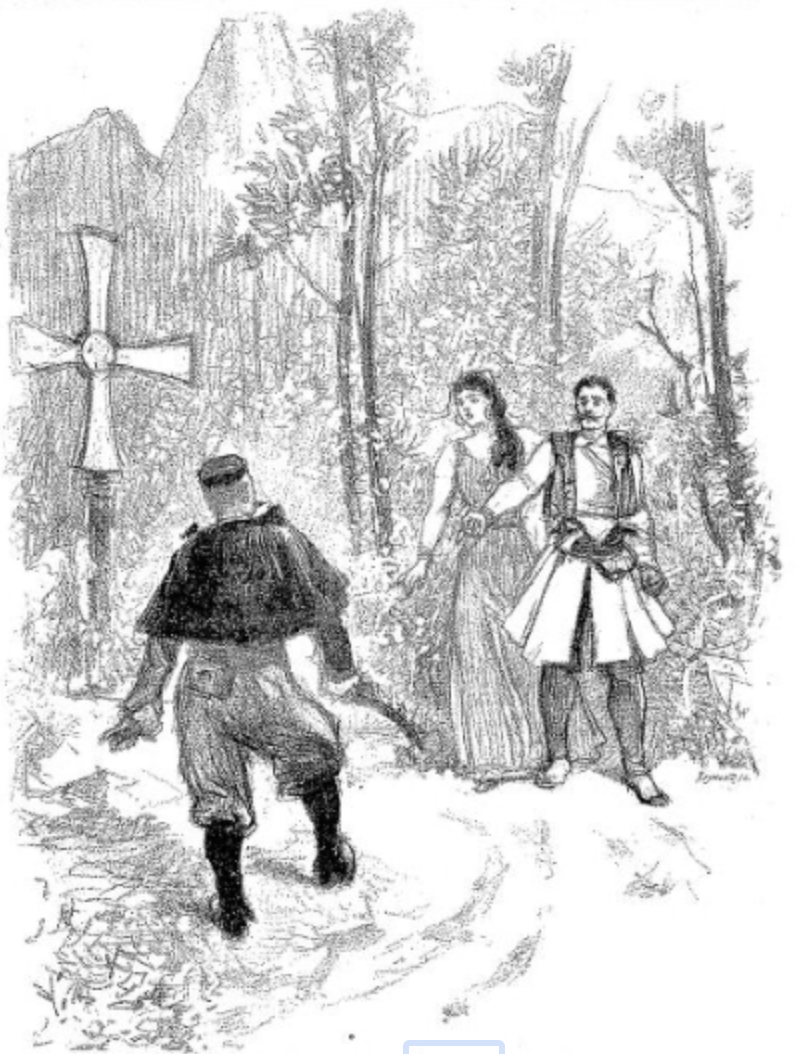
Aslar zastavuje Mirka a Yaminu, kresba Marie-Félixe Hippolyte-Lucase

(Noc, odpočívadlo v horách s křížem) Mirko a Yamina jsou na útěku. Yamina je unavena a musí si odpočinout, i když Mirko je nesvůj z toho, že zrovna pod křížem. Yamina mu ovšem potvrzuje, že ho miluje, a Mirko je tak rozvášněn, že pro její lásku je odhodlán opustit všechno včetně své víry. V milostném roztoužení oba odpočívají a Yamina usíná (dialog Arrêtons-nous, de grâce a velký duet Tu m'appartiens, je suis ta proie... Le paradis de ta croyance.. Ô sommeil de l'âme enivrée!).
Milence dostihne Aslar. Teprve když je vidí na vlastní oči, uvěří, že Mirko zradil. Hořce mu vyčítá, že utekl s „hračkou a kořistí“ Turků, a připomíná mu matku, národ, nevěstu i Spasitele (recitativ Ah! L'on avait dit vrai!). Ale Mirko se brání svou láskou (árie Oui, j'aime d'un amour). Aslar vytahuje svou poslední zbraň a upomíná Mirka na jejich věrné přátelství od dětství. Život bez Mirka by pro něho neměl cenu, a proto ho Aslar na kolenou prosí, aby se s ním vrátil (árie Par pitiè, si tu m'aimes... Rappelle-toi l'heureuse enfance). Mirko je hluboce pohnut a přislibuje odejít s Aslarem, byť mu to lámalo srdce (árie Un seul instant!). Ale vymíní si, aby mohl spící Yaminu naposledy políbit; a Aslar už tuší, že prohrál.
Yamina se probudí a hned vidí, že ji chce Mirko opustit. Zuřivě laje Aslarovi a ten jí oplácí stejnou mincí (dialog Mirko! tu m'abandonnes!, zpěv Yaminy Ah! par le saint Prophète a Aslara Je te reconnais à ta haine!). Yamina mění taktiku, začne plakat a žadonit o ochranu, nakonec prosí Mirka, aby ji raději zabil, než zanechal (árie Grâce! Si j'ai maudit). Mirko jí podléhá a přes Aslarovy výstrahy trvá na tom, že bude pokračovat s ní (zpěv J'ai juré devant ciel a dialog). Aslar se mu postaví se zbraní v ruce: bratrskou přísahou se zavázal chránit Mirkovu křesťanskou čest třeba i proti němu samotnému. Mirko se neodváží na Aslara sám vztáhnout ruku, ale Yamina, vidouc milencovu nerozhodnost, bodne Aslara Mirkovým mečem. Mirko nevěřícně klesá u Aslarova těla a Yaminu zavrhuje (zpěv Aslara J'ai juré devant Dieu a scéna Ah! Fais-moi place!).
Mirko pláče nad bezvědomým Aslarem, snaží se ošetřit jeho ránu, a když slyší troubit černohorské bojovníky, přivolá je na místo (árie Ô puissances du Ciel!). Muži přijdou a jsou zhrozeni, že vidí Aslara krvácet. Mirko se chce přiznat, ale Aslar procitne a tvrdí, že byli napadeni nepřáteli. Muži odnášejí Aslara na nosítkách a Mirko je se svěšenou hlavou následuje. Yamina, která se skrývala poblíž, přísahá, že ho dostane zpět (scéna Qui m'appelle?).

### 4. dějství

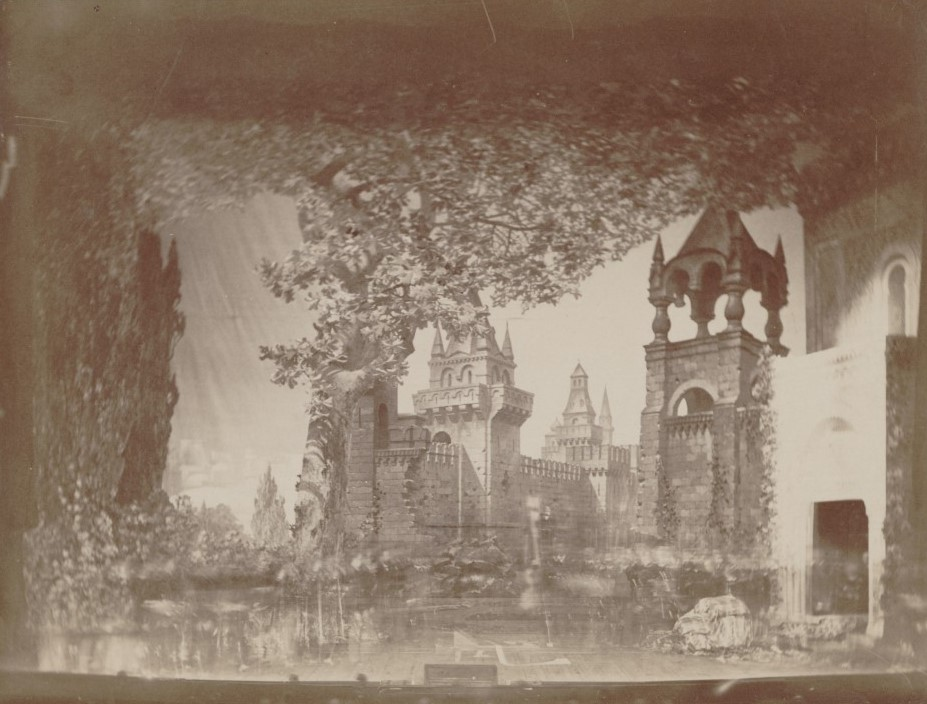
Dekorace Marcela Jambona ke 4. dějství Černé Hory

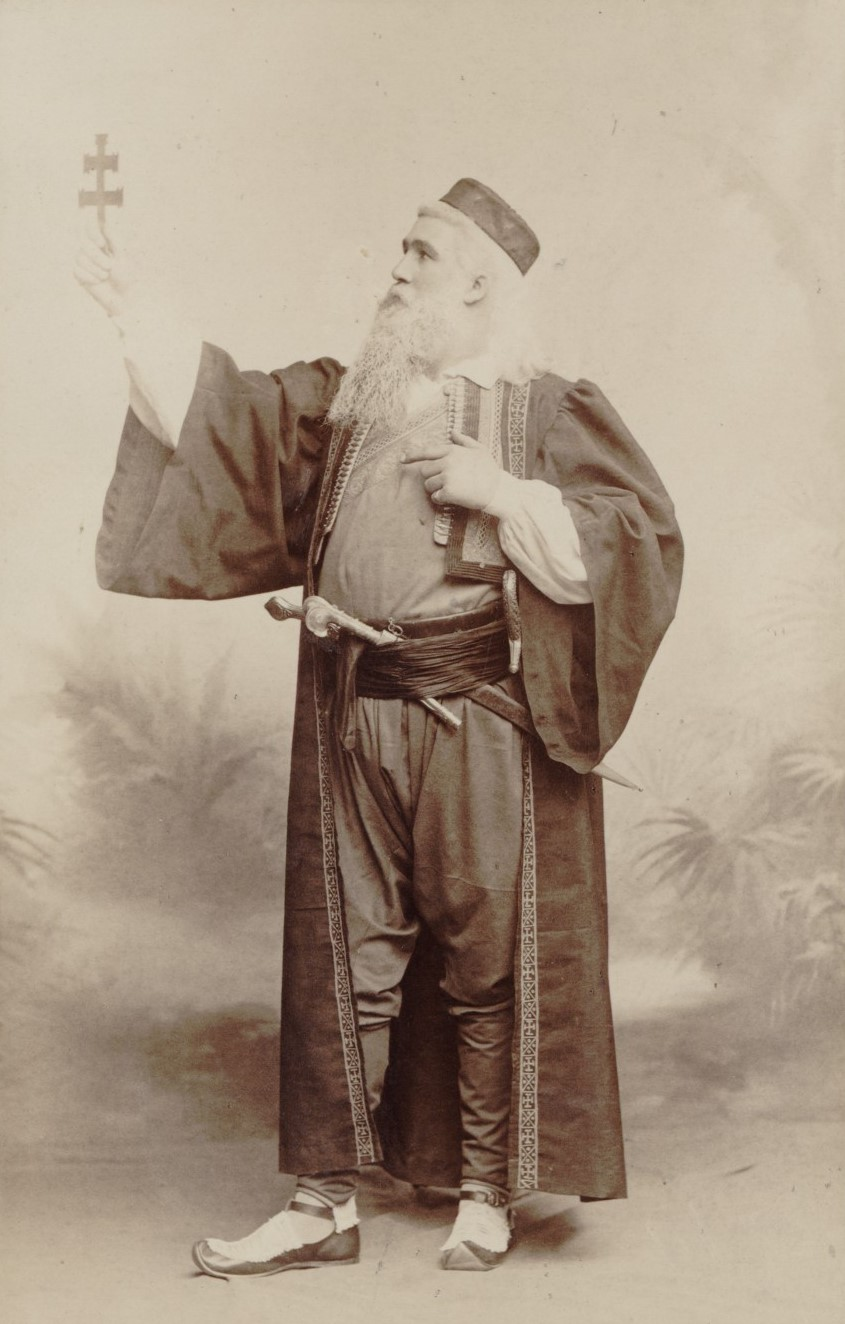
Basista André Gresse jako otec Sava v Černé Hoře

(1. obraz – Zahrada Yaminina domu ve městě na turecké hranici, noc) Yamina měla pravud, Mirko se k ní po nedlouhé době vrátil. Nyní odpočívá na měkkých poduškách ve vonné zahradě obklopen otrokyněmi a hořce vzpomíná na Aslara, ale láska k Yamině byla silnější (sbor C'est ici le jardin du rêve a árie Mirka C'en est fait... J'ai fui ma patrie!). Yamina vyzývá ženy, aby Mirka rozptýlily svůdným tancem, a opíjí ho (sbor žen Ô rêveur, nous voici, árie Yaminy Veux-tu des roses en guirlande?, tanec alimy a sbor Bois! Voici le vin qui fait vivre!).
Ale i zde se objeví Aslar a předstírá, že se chce také napít. Mirko posílá ženy pryč a chce Aslara přimět k odchodu. Ale Aslar tvrdí, že i on je ochoten vzdát se cti, vlasti i Boha, jen aby mohl zůstat s Mirkem. Mirko se zhrozí: Aslar, hrdina, aby se stal zrádcem a vyvrhelem? To není možné! Aslar v Mirkově reakci vidí náznak naděje a znovu apeluje na jeho lepší stránku: dnes večer zaútočí Černohorci na toto město, ať se k nim přidá a vše bude zapomenuto. Ale Mirko odmítá; je úplně opilý a láska k ženě ho učinila slabochem, nechce a nemůže jít s Aslarem. – Před hrozícím útokem utíkají ženy z města, i Yamina prchá se svým zlatem a šperky a nechává Mirka za sebou. Mirko chce běžet za ní a bojovat odmítá, ale Aslar tentokrát uskutečňuje svou hrozbu: než aby nechal Mirka ztratit definitivně čest, probodne ho. S jeho mrtvolou v náručí se sám vystaví střelám a záhy padá i on mrtev. Rány, oheň, kouř – Černohorci město dobyli (závěrečná scéna À boire! se zpěvy Aslara Ah! Tu vois donc en moi le mirroir de ta faute! a Mirka Maudite soit la femme et maudit soit l'amour).
(2. obraz – Ruiny téhož místa, za úsvitu) Černohorci oslavují vítězství (sbor Victoire! ... Le Christ a combattu pour la Montagne-Noire!). Pak ale naleznou Aslara a Mirka mrtvé, na pohled společně zabité v boji. Otec Sava pronáší modlitbu za hrdiny padlé za vlast (árie Voici les frères). Černohorští muži pějí hymnu bratrství (sbor Le soleil se lève glorieux).

## Instrumentace
Pikola, dvě flétny, dva hoboje, anglický roh, dvaklarinety in B, čtyři fagoty; dva lesní rohy obyčejné in C, dva lesní rohy pístové in F, dva kornety in B, čtyři trubky in Es, tři pozouny, tuba; dvě harfy; tympány in A–C, triangl, činely, tamburína; smyčcové nástroje (housle, violy, violoncella, kontrabasy).